# 烏托爾門島
68°56′S 39°31′E / 68.933°S 39.517°E
烏托爾門島，是南極洲的島嶼，位於毛德皇后地的哈拉爾王子海岸，處於呂佐夫-霍爾姆灣，屬於弗拉特韋爾群島的一部分，根據挪威探險隊拍攝的空中照片繪入地圖，現時由南極條約體系管理。